# Joao Ortiz
Julio Joao Ortiz Landázuri (ur. 1 maja 1996 w Esmeraldas) – ekwadorski piłkarz występujący na pozycji defensywnego lub środkowego pomocnika, reprezentant Ekwadoru, od 2022 roku zawodnik Independiente del Valle.